# UCI Europe Tour de 2011-2012
O UCI Europe Tour de 2011-2012 foi a oitava temporada do calendário ciclístico internacional europeia. Iniciou-se a 29 de janeiro de 2012 com o Grande Prêmio Ouverture a Marsellesa em França e finalizou a 21 de outubro do mesmo ano com a Chrono des Nations-Les Herbiers-Vendée, também na França.
O ganhador a nível individual foi o alemão John Degenkolb, por equipas triunfou o Saur-Sojasun de França, enquanto por países e países sub-23 foi Itália quem obteve mais pontos.

## Carreiras e categorias

### Carreiras suspendidas ou eliminadas
O cronograma inicial do calendário era de 304 carreiras (que poderiam ter sido 307 depois da introdução do Campeonato Europeu Contrarrelógio sub-23, Campeonato Europeu em Estrada sub-23 e Tour Bohemia em princípio não incluídas), devido a isso é com amplitude o circuito que mais carreiras contém, ainda que ao longo da temporada 32 foram suspensas. A seguinte é a lista dessas competições que por diversos motivos finalmente não se disputaram:
| Listagem de carreiras suspendidas ou eliminadas | Listagem de carreiras suspendidas ou eliminadas | Listagem de carreiras suspendidas ou eliminadas | Listagem de carreiras suspendidas ou eliminadas | Listagem de carreiras suspendidas ou eliminadas | Listagem de carreiras suspendidas ou eliminadas |
| ----------------------------------------------- | ----------------------------------------------- | ----------------------------------------------- | ----------------------------------------------- | ----------------------------------------------- | ----------------------------------------------- |

| Data                             | Carreira                           | Cat. | Causa                                                                                 |
| -------------------------------- | ---------------------------------- | ---- | ------------------------------------------------------------------------------------- |
| 8 de fevereiro                   | Troféu Serra de Tramuntana         | 1.1  | Meteorológica                                                                         |
| 9 de fevereiro                   | Troféu Magalluf-Palmanova          | 1.1  | Financeira                                                                            |
| do 21 ao 25 de fevereiro         | Giro di Sardegna                   | 2.1  | Financeira                                                                            |
| 25 de fevereiro                  | Grande Prêmio dell'Insubria        | 1.1  |                                                                                       |
| 26 fevereiro                     | Classica Sarda                     | 1.1  |                                                                                       |
| do 29 ao 1 de março              | Cinturón a Mallorca                | 2.2  | Financeira                                                                            |
| 1 março                          | Giro do Friuli                     | 1.1  | Jurídica                                                                              |
| 18 março                         | Ronde van het Groene Hart          | 1.1  | Financeira                                                                            |
| 21 de abril                      | Grande Prêmio de Llodio            | 1.1  | Financeira                                                                            |
| 28 de abril                      | Grande Prêmio Herning              | 1.1  | Financeira                                                                            |
| 1 de maio                        | Subida ao Naranco                  | 1.1  | Integrada na Volta a Astúrias                                                         |
| 3 de junho                       | Tour de Rijke                      | 1.2  |                                                                                       |
| do 6 ao 12 de junho              | Circuito Montanhês                 | 2.2  |                                                                                       |
| do 8 ao 10 de junho              | Tour de Mainfranken                | 2.2U |                                                                                       |
| do 28 de junho ao 1 de julho     | Tour de Capadocia                  | 2.2  |                                                                                       |
| 30 de junho                      | Grande Prêmio de Kranj             | 1.2  |                                                                                       |
| 1 de julho                       | Giro delle Valli Aretine           | 1.2  |                                                                                       |
| do 5 ao 8 de julho               | Volta à Comunidade de Madri sub-23 | 2.2  | Financeira                                                                            |
| 13 de julho                      | Coppa Papà Carlo                   | 1.1  |                                                                                       |
| do 18 ao 22 de julho             | Volta à Saxônia                    | 2.1  |                                                                                       |
| 29 de julho                      | Sparkassen Giro Bochum             | 1.1  |                                                                                       |
| do 31 de julho ao 4 de agosto    | Tour dos Pirenéus                  | 2.2  | Financeira                                                                            |
| do 3 ao 12 de agosto             | Tour de Guadalupe                  | 2.2  | Integrada no UCI America Tour                                                         |
| do 26 ao 30 de agosto            | Tour of Victory                    | 2.2  |                                                                                       |
| do 27 de agosto ao 1 de setembro | Semana Lombarda                    | 2.1  | Financeira                                                                            |
| 2 de setembro                    | Giro da Romagna                    | 1.1  |                                                                                       |
| 15 de setembro                   | Praga-Karlovy Vary-Praga           | 1.2  | Problemas com a Federação da República Checa de Ciclismo pela criação do Tour Bohemia |
| do 20 ao 23 de setembro          | Tour de Marmara                    | 2.2  |                                                                                       |
| 22 de setembro                   | Franco Ballerini Day               | 1.1  |                                                                                       |
| do 27 ao 30 de setembro          | Tour de Galípoli                   | 2.2  |                                                                                       |
| do 28 ao 30 de setembro          | Cinturó de l'Empordá               | 2.2  | Financeira                                                                            |
| 30 de setembro                   | Giro de Lazio                      | 1.2  |                                                                                       |

Depois destas anulações o calendário foi de 275 carreiras, contando as duas provas do Campeonato Europeu sub-23 disputado nos Países Baixos.

### Categorias
Foram 27 as carreiras de máxima categoria, uma mais que na edição anterior. Isto se deveu a que saiu do calendário a E3 Prijs Vlaanderen-Harelbeke (que ascendeu ao circuito mundial UCI World Tour) e voltou a se disputar a Milano-Torino; além da ascensão da Clássica de Almeria. No seguinte quadro mostram-se as carreiras com maior pontuação desta edição do UCI Europe Tour ordenado por países, para o resto das competições veja-se:
| Carreira                      | Categoria |
| ----------------------------- | --------- |
| Grande Prêmio de Frankfurt    | 1.hc      |
| Volta à Baviera               | 2.hc      |
| Volta à Áustria               | 2.hc      |
| Omloop Het Nieuwsblad         | 1.hc      |
| Três dias de Bruges–De Panne  | 2.hc      |
| Scheldeprijs Vlaanderen       | 1.hc      |
| Flecha Brabanzona             | 1.hc      |
| Volta à Bélgica               | 2.hc      |
| Tour de Valônia               | 2.hc      |
| Paris-Bruxelas                | 1.hc      |
| Volta à Dinamarca             | 2.hc      |
| Clássica de Almeria           | 1.hc      |
| Grande Prêmio Miguel Indurain | 1.hc      |
| Volta a Burgos                | 2.hc      |

| Carreira                  | Categoria |
| ------------------------- | --------- |
| Critérium Internacional   | 2.hc      |
| Quatro Dias de Dunquerque | 2.hc      |
| Tour de Limusino          | 2.hc      |
| Grande Prêmio de Fourmies | 1.hc      |
| Tour de Vendée            | 1.hc      |
| Paris-Tours               | 1.hc      |
| Giro do Trentino          | 2.hc      |
| Tre Valli Varesine        | 1.hc      |
| Milano-Torino             | 1.hc      |
| Grande Piemonte           | 1.hc      |
| Giro de Emília            | 1.hc      |
| Tour do Luxemburgo        | 2.hc      |
| Volta à Turquia           | 2.hc      |

Ademais, os campeonatos nacionais de estrada e contrarrelógio de países europeus bem como o Campeonato Mundial dessa temporada também pontuaram para o UCI Europe Tour.
França, Itália e Bélgica são com diferença os 3 países que dominaram em número de competições, aliás a soma delas eram mais da metade do total as que se disputaram. A seguinte lista inclui os países com mais de 5 carreiras no calendário 2011-2012:
| País          | Nº de carreiras registadas | Nº de carreiras finalmente disputadas |
| ------------- | -------------------------- | ------------------------------------- |
| França        | 69                         | 67                                    |
| Itália        | 66                         | 59                                    |
| Bélgica       | 48                         | 48                                    |
| Espanha       | 24                         | 16                                    |
| Países Baixos | 19                         | 17                                    |
| Alemanha      | 12                         | 9                                     |
| Polónia       | 9                          | 9                                     |
| Turquia       | 6                          | 2                                     |
| Rússia        | 6                          | 6                                     |

## Equipas
As equipas que podem participar nas diferentes carreiras dependem da categoria das mesmas. A maior nível de uma carreira podem participar equipas a mais nível. As equipas UCI ProTeam, só podem participar das carreiras .HC e .1 mas têm cota limitada e os pontos que conseguem seus ciclistas não van à classificação.
| Categoria                      | Categoria                             | Equipas |
| ------------------------------ | ------------------------------------- | --- |
| align=center \|.HC             | 1.hc (Carreira de um dia)             | ProTeam (max 70%) Profissionais Continentais Continentais do país da carreira Selecção nacional do país da carreira |
| align=center \|.HC             | 2.hc (Carreira de vários dias)        | ProTeam (max 70%) Profissionais Continentais Continentais do país da carreira Selecção nacional do país da carreira |
| align=center \|.1              | 1.1 (Carreira de um dia)              | ProTeam (max 50%) Profissionais Continentais Continentais Selecções nacionais                                       |
| align=center \|.1              | 2.1 (Carreira de vários dias)         | ProTeam (max 50%) Profissionais Continentais Continentais Selecções nacionais                                       |
| align=center \|.2              | 1.2 e 1.2U (Carreiras de um dia)      | Profissionais Continentais Continentais Selecções nacionais Selecções regionais Amadors                             |
| align=center \|.2              | 2.2 e 2.2U (Carreiras de vários dias) | Profissionais Continentais Continentais Selecções nacionais Selecções regionais Amadors                             |
| align=center \| .Ncup (sub-23) | 1.ncup (Carreira de um dia)           | Selecções nacionais Selecções mistas                                                                                |
| align=center \| .Ncup (sub-23) | 2.ncup (Carreira de vários dias)      | Selecções nacionais Selecções mistas                                                                                |

Para favorecer o convite às equipas mais humildes, a União Ciclista Internacional publicou um "ranking fictício" das equipas Continentais, sobre a base dos pontos obtidos por seus ciclistas na temporada anterior. Os organizadores de carreiras .2 devem obrigatoriamente convidar aos 3 primeiros desse ranking e desta forma podem aceder a um maior número de carreiras. Neste circuito os convidados automaticamente a carreiras de categoria .2 foram o Christina Watches-Onfone, Endura Racing e Salcano-Manisaspor Cycling Team, ainda que a diferença do UCI World Tour as equipas podem recusar dita convite.

## Barómetro de pontuação
Os pontos, nas carreiras por etapas (2.hc, 2.1 e 2.2), outorgam-se à classificação individual final, à cada uma das etapas e ao líder da individual em cada etapa.
Nas carreiras de um dia (1.hc, 1.1 e 1.2), Campeonato Mundial, Campeonatos Europeus (CC) e campeonatos nacionais que puntúan (que varia dependendo do ranking por países do UCI Europe Tour da temporada anterior), se outorgam à classificação final.
Os pontos repartem-se da seguinte maneira:
| Posição | 2.hc 1.hc | 2.1 1.1 CC sub-23 em Estrada 1.ncup | 2.2 1.2 2.2U 1.2U 2.ncup | CC sub-23 Contrarrelógio |
| ------- | --------- | ----------------------------------- | ------------------------ | ------------------------ |
| 1º      | 100       | 80                                  | 40                       | 20                       |
| 2º      | 70        | 56                                  | 30                       | 14                       |
| 3º      | 40        | 32                                  | 16                       | 8                        |
| 4º      | 30        | 24                                  | 12                       | 7                        |
| 5º      | 25        | 20                                  | 10                       | 6                        |
| 6º      | 20        | 16                                  | 8                        | 5                        |
| 7º      | 15        | 12                                  | 6                        | 4                        |
| 8º      | 10        | 8                                   | 3                        | 2                        |
| 9º      | 9         | 7                                   |                          |                          |
| 10º     | 8         | 6                                   |                          |                          |
| 11º     | 7         | 5                                   |                          |                          |
| 12º     | 6         | 3                                   |                          |                          |
| 13º     | 5         |                                     |                          |                          |
| 14º     | 4         |                                     |                          |                          |
| 15º     | 3         |                                     |                          |                          |

| Posição | 2.hc | 2.1 | 2.2 2.2U 2.ncup |
| ------- | ---- | --- | --------------- |
| 1º      | 20   | 16  | 8               |
| 2º      | 14   | 11  | 5               |
| 3º      | 8    | 6   | 2               |
| 4º      | 7    | 5   |                 |
| 5º      | 6    | 4   |                 |
| 6º      | 5    | 2   |                 |
| 7º      | 4    |     |                 |
| 8º      | 2    |     |                 |

| Posição | 2.hc | 2.1 | 2.2 2.2U 2.ncup |
| ------- | ---- | --- | --------------- |
| 1º      | 10   | 8   | 4               |

Ademais, excepcionalmente, o Campeonato Olímpico também pôde pontuar sempre que um corredor europeu finalizasse num posto com direito a pontuação ainda que não se deu dita situação. Para esse barómetro e o do Campeonato Mundial se veja: Barómetro de pontuação dos Circuitos Continentais da UCI.

## Calendário
Contou com as seguintes provas, tanto por etapas como de um dia.

### Janeiro
| Data | Carreira                            | Cat. | Ganhador        | Equipa do ganhador          |
| ---- | ----------------------------------- | ---- | --------------- | --------------------------- |
| 29   | Grande Prêmio Ciclista a Marsellesa | 1.1  | Samuel Dumoulin | Cofidis, le Crédit en Ligne |

### Fevereiro
| Data     | Carreira                         | Cat. | Ganhador               | Equipa                       |
| -------- | -------------------------------- | ---- | ---------------------- | ---------------------------- |
| 1 ao 5   | Estrela de Bessèges              | 2.1  | Jérôme Coppel          | Saur-Sojasun                 |
| 4        | Grande Prêmio Costa dos Etruscos | 1.1  | Elia Viviani           | Liquigas-Cannondale          |
| 5        | Troféu Palma                     | 1.1  | Andrew Fenn            | Omega Pharma-Quick Step      |
| 6        | Troféu Migjorn                   | 1.1  | Andrew Fenn            | Omega Pharma-Quick Step      |
| 7        | Troféu Deiá                      | 1.1  | Lars Petter Nordhaug   | Sky                          |
| 8 ao 12  | Tour do Mediterrâneo             | 2.1  | Jonathan Tiernan-Locke | Endura Racing                |
| 11 a 12  | Giro de Reggio Calabria          | 2.1  | Elia Viviani           | Liquigas-Cannondale          |
| 15 ao 19 | Volta ao Algarve                 | 2.1  | Richie Porte           | Sky                          |
| 18       | Troféu Laigueglia                | 1.1  | Moreno Moser           | Liquigas-Cannondale          |
| 18 ao 19 | Tour du Haut-Var                 | 2.1  | Jonathan Tiernan-Locke | Endura Racing                |
| 19 ao 23 | Volta a Andaluzia                | 2.1  | Alejandro Valverde     | Movistar                     |
| 25       | Ster van Zwolle                  | 1.2  | Robin Chaigneau        | Koga-Ubbink                  |
| 25       | Beverbeek Classic                | 1.2  | Tom Van Asbroeck       | Topsport Vlaanderen-Mercator |
| 25       | Omloop Het Nieuwsblad            | 1.hc | Sep Vanmarcke          | Garmin-Barracuda             |
| 26       | Lhes Boucles du Sud Ardèche      | 1.1  | Rémi Pauriol           | FDJ-Big Mat                  |
| 26       | Kuurne-Bruxelas-Kuurne           | 1.1  | Mark Cavendish         | Sky                          |
| 26       | Grande Prêmio de Lugano          | 1.1  | Eros Capecchi          | Liquigas-Cannondale          |
| 26       | Clássica de Almería              | 1.hc | Michael Matthews       | Rabobank                     |
| 29       | Le Samyn                         | 1.1  | Arnaud Démare          | FDJ-Big Mat                  |

### Março
| Data     | Carreira                                      | Cat. | Ganhador             | Equipa                       |
| -------- | --------------------------------------------- | ---- | -------------------- | ---------------------------- |
| 2 ao 4   | Três Dias de Flandres Ocidental               | 2.1  | Julien Vermote       | Omega Pharma-Quick Step      |
| 3        | Strade Bianche                                | 1.1  | Fabian Cancellara    | RadioShack-Nissan            |
| 3        | Flecha Flamenga                               | 1.2  | Frédéric Amorison    | Landbouwkrediet-Euphony      |
| 3 ao 4   | Volta a Múrcia                                | 2.1  | Nairo Quintana       | Movistar                     |
| 4        | Grande Prêmio Villa de Lillers                | 1.2  | Russell Downing      | Endura Racing                |
| 4        | Troféu Zssdi                                  | 1.2  | Patrick Facchini     | Casati MI Impianti           |
| 9        | Dwars door Drenthe                            | 1.1  | Theo Bos             | Rabobank                     |
| 10       | Tour de Drenthe                               | 1.1  | Bert-Jan Lindeman    | Vacansoleil-DCM              |
| 11       | Porec Trophy                                  | 1.2  | Matej Mugerli        | Adria Mobil                  |
| 11       | Troféu Franco Balestra                        | 1.2  | Patrick Facchini     | Casati MI Impianti           |
| 11       | Paris-Troyes                                  | 1.2  | Jean-Marc Bideau     | Bretagne-Schuller            |
| 11       | Omloop van het Waasland                       | 1.2  | Preben Van Hecke     | Topsport Vlaanderen-Mercator |
| 11       | Dorpenomloop Rucphen                          | 1.2  | Giorgio Brambilla    | Leopard Trek Continental     |
| 11       | Kattekoers                                    | 1.2  | Roy Jans             | An Post-Sean Kelly           |
| 14       | Nokere Koerse                                 | 1.1  | Francesco Chicchi    | Omega Pharma-QuickStep       |
| 15 ao 18 | Istrian Spring Trophy                         | 2.2  | Markus Eibegger      | RC Arbö Wels Gourmetfein     |
| 16       | Handzame Classic                              | 1.1  | Francesco Chicchi    | Omega Pharma-QuickStep       |
| 17       | Clássica de Loire-Atlantique                  | 1.1  | Florian Vachon       | Bretagne-Schuller            |
| 18       | Grande Prêmio Cholet-Pays de Loire            | 1.1  | Arnaud Démare        | FDJ-Big Mat                  |
| 18       | La Roue Tourangelle                           | 1.2  | Viacheslav Kuznetsov | Itera-Katusha                |
| 18       | Grande Prêmio San Giuseppe                    | 1.2  | Ilya Gorodnichev     | Hopplà-Vega-Truck Itália     |
| 19 ao 25 | Volta à Normandia                             | 2.2  | Jérôme Cousin        | Europcar                     |
| 20 ao 24 | Settimana Coppi e Bartali                     | 2.1  | Jan Bárta            | NetApp                       |
| 21       | Através de Flandres                           | 1.1  | Niki Terpstra        | Omega Pharma-Quick Step      |
| 22 ao 25 | Volta ao Alentejo/Crédito Agrícola Costa Azul | 2.2  | Alexey Kunshin       | Lokosphinx                   |
| 24 ao 25 | Critérium International                       | 2.hc | Cadel Evans          | BMC Racing                   |
| 27 ao 29 | Três dias de Bruges–De Panne                  | 2.hc | Sylvain Chavanel     | Omega Pharma-Quick Step      |
| 30       | Route Adélie                                  | 1.1  | Roberto Ferrari      | Androni Giocattoli-Venezuela |
| 30 ao 1  | Triptyque des Monts et Châteaux               | 2.2  | Bob Jungels          | Leopard Trek Continental     |
| 31       | Hel van het Mergelland                        | 1.1  | Pavel Brutt          | Katusha                      |
| 31       | Grande Prêmio Miguel Indurain                 | 1.hc | Daniel Moreno        | Katusha                      |

### Abril
| Data     | Carreira                                       | Cat.   | Ganhador                    | Equipa                             |
| -------- | ---------------------------------------------- | ------ | --------------------------- | ---------------------------------- |
| 1        | Flèche d’Emeraude                              | 1.1    | Roberto Ferrari             | Androni Giocattoli-Venezuela       |
| 1        | Grande Prêmio da Ville de Nogent-sur-Oise      | 1.2    | Igor Boev                   | Itera-Katusha                      |
| 1        | Troféu Banca Popular de Vicenza                | 1.2U   | Jay McCarthy                | Jayco-AIS                          |
| 3 ao 6   | Circuito de la Sarthe                          | 2.1    | Luke Durbridge              | GreenEDGE                          |
| 4        | Scheldeprijs Vlaanderen                        | 1.hc   | Marcel Kittel               | Argos-Shimano                      |
| 4 ao 8   | Grande Prêmio de Sochi                         | 2.2    | Ivan Stević                 | Partizan Powermove                 |
| 5        | Grande Prêmio Pino Cerami                      | 1.1    | Gaëtan Bille                | Lotto Belisol                      |
| 6 ao 8   | Circuito das Ardenas                           | 2.2    | Marek Rutkiewicz            | CCC Polkowice                      |
| 7        | Tour de Flandres sub-23                        | 1.ncup | Kenneth Van Bilsen          | An Post-Sean Kelly                 |
| 8        | Klasika Primavera                              | 1.1    | Giovanni Visconti           | Movistar                           |
| 9        | Tour da Colónia                                | 1.1    | Jan Bárta                   | NetApp                             |
| 9        | Dwars door het Hageland                        | 1.2    | Timothy Stevens             | Ovyta-Eijssen-Acrog                |
| 9        | Giro do Belvedere                              | 1.2U   | Daniele Dall'Oste           | Trevigiani Dynamon Bottoli         |
| 10       | Paris-Camembert                                | 1.1    | Pierre Perichon             | La Pomme Marseille                 |
| 10       | Grande Prêmio Palio do Recioto                 | 1.2U   | Francesco Bongiorno         | Hopplà-Vega-Truck Itália           |
| 11       | Flecha Brabanzona                              | 1.hc   | Thomas Voeckler             | Europcar                           |
| 11       | La Côte Picarde                                | 1.ncup | Vegard Breen                | Selecção da Noruega                |
| 11 ao 15 | Tour de Loir-et-Cher                           | 2.2    | Andrey Solomennikov         | Itera-Katusha                      |
| 12       | Grande Prêmio de Denain                        | 1.1    | Juan José Haedo             | Saxo Bank                          |
| 13 ao 15 | Volta a Castela e Leão                         | 2.1    | Javier Moreno               | Movistar                           |
| 14       | Tour de Finistère                              | 1.1    | Julien Simon                | Saur-Sojasun                       |
| 14       | Troféu Edil C                                  | 1.2    | Kristian Sbaragli           | Hopplà-Vega-Truck Itália           |
| 14       | Liège-Bastogne-Liège sub-23                    | 1.2U   | Michael Andersen            | Glud & Marstrand-LRØ               |
| 14       | ZLM Tour                                       | 1.ncup | Maxime Daniel               | Selecção de France                 |
| 15       | Giro dos Apeninos                              | 1.1    | Fabio Felline               | Androni Giocattoli-Venezuela       |
| 15       | Tro Bro Leon                                   | 1.1    | Ryan Roth                   | SpiderTech powered by C10          |
| 15       | Zellik-Galmaarden                              | 1.2    | Kevin Thome                 | Wallonie Bruxelles-Crédit Agricole |
| 15       | Grande Prêmio Donetsk                          | 1.2    | Ilnur Zakarin               | Itera-Katusha                      |
| 17 ao 20 | Giro do Trentino                               | 2.hc   | Domenico Pozzovivo          | Colnago                            |
| 17 ao 21 | Toscana-Terra di ciclismo-Coppa delle Nazioni  | 2.ncup | Fabio Aru                   | Selecção da Itália                 |
| 18 ao 22 | Grande Prêmio de Adigueya                      | 2.2    | Ilnur Zakarin               | Itera-Katusha                      |
| 21       | Bania Luka-Belgrado I                          | 1.2    | Marko Kump                  | Adria Mobil                        |
| 21       | Memorial Arno Wallaard                         | 1.2    | Dylan Van Baarle            | Rabobank Continental               |
| 22       | Volta à La Rioja                               | 1.1    | Evgeny Shalunov             | Lokosphinx                         |
| 22       | Volta a Holanda Setentrional                   | 1.2    | Gediminas Bagdonas          | An Post-Sean Kelly                 |
| 22       | Bania Luka-Belgrado II                         | 1.2    | Matej Mugerli               | Adria Mobil                        |
| 22       | Val d'Ille U Classic 35                        | 1.2    | Eric Berthou                | Bretagne-Schuller                  |
| 22 ao 29 | Volta à Turquia                                | 2.hc   | Alexandr Dyachenko          | Astana                             |
| 25       | Grande Prêmio della Liberazione                | 1.2U   | Enrico Barbin               | Selecção da Itália                 |
| 25 ao 1  | Tour da Bretanha                               | 2.2    | Reinardt Janse Van Rensburg | MTN Qhubeka                        |
| 27 ao 29 | Volta às Astúrias                              | 2.1    | Beñat Intxausti             | Movistar                           |
| 28       | Grande Prêmio Indústria e Artigianato-Larciano | 1.1    | Filippo Pozzato             | Farnese Vini-Selle Italia          |
| 29       | Giro de Toscana                                | 1.1    | Alessandro Ballan           | BMC Racing                         |
| 29       | Paris-Mantes-en-Yvelines                       | 1.2    | Alex Meenhorst              | Differdange-magic-sportfood.de     |
| 29       | Grande Prêmio Indústrias do Mármore            | 1.2    | Thomas Fiumana              | Petroli Firenze                    |
| 29       | Himmerland Rundt                               | 1.2    | André Steensen              | Glud & Marstrand-LRØ               |
| 29       | Rutland-Melton International Cicle Classic     | 1.2    | Alexandre Blain             | Endura Racing                      |

1. ↑  Ivailo Gabrovski foi o ganhador do Volta à Turquia mas foi-lhe retirado o triunfo por doping: Ivaïlo Gabrovski, sancionado com dois anos de suspensão

### Maio
| Data     | Carreira                          | Cat. | Ganhador                    | Equipa                               |
| -------- | --------------------------------- | ---- | --------------------------- | ------------------------------------ |
| 1        | Troféu Papà Cervi                 | 1.2  | Giorgio Bocchiola           | Selecção de Itália                   |
| 1        | Maior Cup                         | 1.2  | Igor Boev                   | Itera-Katusha                        |
| 1        | Grande Prêmio do 1 de Maio        | 1.2  | Christophe Premont          | Wallonie Bruxelles-Crédit Agricole   |
| 1        | Memóriał Andrzeja Trochanowskiego | 1.2  | Tomasz Smoleń               | Bank BGŻ                             |
| 1        | Grande Prêmio de Frankfurt sub-23 | 1.2U | Sven Erik Bystrøm           | Oster Hus-Ridley                     |
| 1        | Grande Prêmio de Frankfurt        | 1.hc | Moreno Moser                | Liquigas-Cannondale                  |
| 2        | Memorial Oleg Dyachenko           | 1.2  | Alexander Rybakov           | Itera-Katusha                        |
| 2 ao 6   | Giro do Friuli Venezia Giulia     | 2.2  | Diego Rosa                  | Palazzago                            |
| 2 ao 6   | Carpathia Couriers Paths          | 2.2U | Maurits Lammertink          | Jo Piels                             |
| 3        | Grande Prêmio de Moscovo          | 1.2  | Vitaliy Popkov              | ISD-Lampre Continental               |
| 4        | Grande Prêmio Dobrich I           | 1.2  | Martin Grashev              | CC Nessebar Shockblaze               |
| 4 ao 5   | Tour de Overijssel                | 1.2  | Reinardt Janse Van Rensburg | MTN Qhubeka                          |
| 4 ao 6   | Szlakiem Grodów Piastowskich      | 2.1  | Marek Rutkiewicz            | CCC Polsat Polkowice                 |
| 4 ao 8   | Quatro Dias de Dunquerque         | 2.hc | Jimmy Engoulvent            | Saur-Sojasun                         |
| 5 ao 6   | Volta à Comunidade de Madri       | 2.1  | Sergey Firsanov             | RusVelo                              |
| 5 ao 9   | Cinco Anéis de Moscovo            | 2.2  | Igor Boev                   | Itera-Katusha                        |
| 6        | Circuito de Valônia               | 1.2  | Reinardt Janse Van Rensburg | MTN Qhubeka                          |
| 6        | Circuito do Porto-Troféu Arvedi   | 1.2  | Paolo Simion                | Zalf Désirée Fior                    |
| 6        | Grande Prêmio Dobrich II          | 1.2  | Stefan Hristov              | Selecção de Bulgária                 |
| 6        | Omloop der Kempen                 | 1.2  | Nico Eeckhout               | An Post-Sean Kelly                   |
| 9 ao 13  | Heydar Aliyev Anniversary Tour    | 2.2U | Youcef Reguigui             | Groupement Sportif Pétrolier Algérie |
| 10 ao 12 | Tour de Malopolska                | 2.2  | Marek Rutkiewicz            | CCC Polsat Polkowice                 |
| 10 ao 13 | Rhône-Alpes Isère Tour            | 2.2  | Paul Poux                   | Saur Sojasun                         |
| 11 ao 13 | Tour de Picardie                  | 2.1  | John Degenkolb              | Argos-Shimano                        |
| 12       | Scandinavian Race                 | 1.2  | Jonas Ahlstrand             | CykelCity                            |
| 13       | Rogaland G. P.                    | 1.1  | Antonio Pedra               | Caja Rural                           |
| 14 ao 19 | Tour de Olympia                   | 2.2  | Dylan Van Baarle            | Rabobank Continental                 |
| 16 ao 20 | Tour da Noruega                   | 2.1  | Edvald Boasson Hagen        | Sky                                  |
| 16 ao 20 | Circuito de Lorena                | 2.1  | Nacer Bouhanni              | FDJ-Big Mat                          |
| 16 ao 20 | Tour da Grécia                    | 2.2  | Robert Vrečer               | Team Vorarlberg                      |
| 16 ao 20 | Flèche du Sud                     | 2.2  | Bob Jungels                 | Leopard-Trek Continental             |
| 17       | Tour de Limburgo                  | 1.2  | Kevin Claeys                | Landbouwkrediet-Euphony              |
| 17 ao 20 | Ronde d'Isard                     | 2.2U | Pierre-Henri Lecuisinier    | Vendée U                             |
| 17 ao 20 | Tour de Berlim                    | 2.2U | Nikias Arndt                | LKT Brandenburg                      |
| 19       | Jurmala G. P.                     | 2.2  | Rafael Andriato             | Farnese Vini-Selle Italia            |
| 20       | Grande Prêmio Criquielion         | 1.2  | Tom David                   | T.palm-Pôle Continental Wallon       |
| 20       | Neuseen Classics                  | 1.1  | André Schulze               | NetApp                               |
| 20 ao 27 | An Post Rás                       | 2.2  | Nicolas Baldo               | Atlas Personal-Jakroo                |
| 23 ao 27 | Volta à Bélgica                   | 2.hc | Tony Martin                 | Omega Pharma-Quick Step              |
| 23 ao 27 | Volta à Baviera                   | 2.hc | Michael Rogers              | Sky                                  |
| 24 ao 27 | Tour de Tracia                    | 2.2  | Yuriy Metlushenko           | Konya-Torku Seker Spor               |
| 25       | Grande Prêmio Tallin-Tartu        | 1.1  | Saïd Haddou                 | Europcar                             |
| 26       | Grand Prix de Plumelec-Morbihan   | 1.1  | Julien Simon                | Saur-Sojasun                         |
| 26       | Grande Prêmio Tartu               | 1.1  | Rene Mandri                 | Endura Racing                        |
| 26 ao 28 | Tour de Gironde                   | 2.2  | Nick van der Lijke          | Rabobank Continental                 |
| 27       | Boucles de l'Aulne                | 1.1  | Sébastien Hinault           | AG2R La Mondiale                     |
| 27       | Race Horizon Park                 | 1.2  | Vitaliy Popkov              | ISD Continental                      |
| 27       | Paris-Roubaix sub-23              | 1.2U | Bob Jungels                 | Leopard-Trek Continental             |
| 27       | Troféu Cidade de San Vendemiano   | 1.2U | Enrico Barbin               | Trevigiani Dynamon Bottoli           |
| 30 ao 3  | Tour do Luxemburgo                | 2.hc | Jakob Fuglsang              | RadioShack-Nissan                    |

### Junho
| Data     | Carreira                                     | Cat. | Ganhador                    | Equipa                       |
| -------- | -------------------------------------------- | ---- | --------------------------- | ---------------------------- |
| 2        | Troféu Melinda                               | 1.1  | Carlos Betancur             | Acqua & Sapone               |
| 2        | Troféu Alcide Degasperi                      | 1.2  | Enrico Barbin               | Trevigiani Dynamon Bottoli   |
| 2 ao 9   | Predefinição:RUMb Tour da Romênio            | 1.2  | Matija Kvasina              | Tusnad                       |
| 3        | Grande Prêmio Südkärnten                     | 1.2  | Marko Kump                  | Adria Mobil                  |
| 3        | Coppa della Pace-Troféu Fratelli Anelli      | 1.2  | Ruslan Tleubayev            | Continental Astana           |
| 3        | Memorial Philippe Van Coningsloo             | 1.2  | Gediminas Bagdonas          | An Post-Sean Kelly           |
| 3        | Riga Grand Prix                              | 1.2  | Andžs Flaksis               | Chipotle-First Solar         |
| 5 ao 9   | Tour da Eslováquia                           | 2.2  | Enrico Rossi                | Meridiana-Kamen              |
| 7        | G. P. Kanton Aargau                          | 1.1  | Serguéi Lagutín             | Vacansoleil-DCM              |
| 7 ao 10  | Ronde de l'Oise                              | 2.2  | Jean-Luc Delpech            | Bretagne-Schuller            |
| 8 ao 17  | Girobio                                      | 2.2  | Joe Dombrowski              | Bontrager Livestrong Team    |
| 9        | Ronde Van Zeeland Seaports                   | 1.1  | Reinardt Janse Van Rensburg | MTN Qhubeka                  |
| 9 ao 15  | Tour de Thüringe                             | 2.2U | Rohan Dennis                | Jayco-AIS                    |
| 10       | ProRace Berlin                               | 1.1  | André Greipel               | Lotto Belisol                |
| 12 ao 17 | Volta à Sérvia                               | 2.2  | Stefan Schumacher           | Christina Watches-Onfone     |
| 14 ao 17 | Ster ZLM Toer                                | 2.1  | Mark Cavendish              | Sky                          |
| 14 ao 17 | Volta à Eslovénia                            | 2.1  | Janez Brajkovič             | Astana                       |
| 14 ao 17 | Ruta del Sur                                 | 2.1  | Nairo Quintana              | Movistar                     |
| 14 ao 17 | Boucles de la Mayenne                        | 2.2  | Laurent Pichon              | Bretagne-Schuller            |
| 14 ao 17 | Tour de Saboia                               | 2.2  | Stéphane Rossetto           | Nogent sul Oise              |
| 15 ao 17 | Oberösterreichrundfahrt                      | 2.2  | Robert Vrečer               | Voralberg                    |
| 17       | Flecha das Ardenas                           | 1.2  | Clément Lhotellerie         | Colba-Superano Ham           |
| 20       | Ache-Ingooigem                               | 1.1  | Nacer Bouhanni              | FDJ-Big Mat                  |
| 27       | Internationale Wielertrofee Jong Maar Moedig | 1.2  | Tim Declercq                | Topsport Vlaanderen-Mercator |
| 28 ao 1  | Tour da República Checa                      | 2.2  | Frantisek Padour            | Whirlpool-Author             |
| 30       | Circuit Het Nieuwsblad sub-23                | 1.2  | Sander Helven               | Ovyta-Eijssen-Acrog          |

### Julho
| Data     | Carreira                                                | Cat. | Ganhador               | Equipa                       |
| -------- | ------------------------------------------------------- | ---- | ---------------------- | ---------------------------- |
| 1 ao 8   | Volta à Áustria                                         | 2.hc | Jakob Fuglsang         | RadioShack-Nissan            |
| 4 ao 8   | Carreira da Solidariedade e dos Campeões Olímpicos      | 2.1  | Mariusz Witecki        | Bank BGZ                     |
| 4 ao 8   | Tour de Sibiu                                           | 2.2  | Víctor da Parte        | SP Tableware                 |
| 8        | Grande Prêmio de Pont à Marcq-Ronde-a Pévèloise         | 1.2  | Benoît Daeninck        | CC Nogent-sur-Oise           |
| 8        | Giro do Medeio Brenta                                   | 1.2  | Matteo Busato          | Cria 2010 ASD                |
| 11       | Grande Prêmio Van de Stad Geel                          | 1.2  | Tom Van Asbroeck       | Topsport Vlaanderen-Mercator |
| 12 ao 15 | Grande Premeio Torres Vedras-Troféu Joaquim Agostinho   | 2.2  | Ricardo Mestre         | Carmim-Prio                  |
| 14       | Grande Prêmio Nobili Rubinetterie-Coppa Città di Stresa | 1.1  | Danilo Di Luca         | Acqua & Sapone               |
| 17 ao 22 | Giro do Vale de Aosta                                   | 2.2U | Fabio Aru              | Palazzago                    |
| 21       | Central European Tour Miskolc G. P.                     | 1.2  | Krisztian Lovassy      | Tusnad                       |
| 21 ao 25 | Tour de Valônia                                         | 2.hc | Giacomo Nizzolo        | Radioshack-Nissan            |
| 22       | Grande Prêmio da Villa de Pérenchies                    | 1.2  | Rico Dean Rogers       | Node 4-Giordana              |
| 22       | Central European Tour Budapeste G. P.                   | 1.2  | Marko Kump             | Adria Mobil                  |
| 24 ao 28 | Mazovia Tour                                            | 2.2  | Mateusz Taciak         | CCC Polsat Polkowice         |
| 25       | Clássica de Ordizia                                     | 1.1  | Gorka Izagirre         | Euskaltel-Euskadi            |
| 25 ao 29 | Tour de Alsacia                                         | 2.2  | Jonathan Tiernan-Locke | Endura Racing                |
| 28 ao 30 | Kreiz Breizh Elites                                     | 2.2  | André Steensen         | Glud & Marstrand-LRØ         |
| 29       | Polynormande                                            | 1.1  | Tony Hurel             | Europcar                     |
| 29       | Troféu Matteotti                                        | 1.1  | Pierpaolo De Negri     | Farnese Vini-Selle Italia    |
| 31       | Circuito de Guecho                                      | 1.1  | Giovanni Visconti      | Movistar                     |

### Agosto
| Data     | Carreira                                                   | Cat.   | Ganhador              | Equipa                       |
| -------- | ---------------------------------------------------------- | ------ | --------------------- | ---------------------------- |
| 1 ao 2   | Paris-Corrèze                                              | 2.1    | Egoitz García         | Cofidis, le Crédit en Ligne  |
| 1 ao 5   | Volta a Burgos                                             | 2.hc   | Daniel Moreno         | Katusha                      |
| 5        | Troféu Internacional Bastianelli                           | 1.2    | Luigi Miletta         |                              |
| 5        | Antwerpse Havenpijl                                        | 1.2    | Joeri Stallaert       | Landbouwkrediet-Euphony      |
| 7 ao 11  | Tour de l'Ain                                              | 2.1    | Andrew Talansky       | Garmin-Sharp                 |
| 7 ao 11  | Volta a Leão                                               | 2.2    | José Belda            | Gsport-Valencia Terra i Mar  |
| 10       | Campeonato Europeu Contrarrelógio sub-23                   | CC     | Rasmus Quaade         | Selecção de Dinamarca        |
| 9 ao 12  | MI-Août en Bretagne                                        | 2.2    | David Veilleux        | Europcar                     |
| 9 ao 12  | Predefinição:RUMb Tour de Szeklerland                      | 2.2    | Vitaliy Popkov        | ISD-Lampre Continental       |
| 11       | Grande Prêmio Cidade de Camaiore                           | 1.1    | Esteban Chaves        | Colombia-Coldeportes         |
| 11       | Memorial Henryka Lasaka                                    | 1.2    | Sylwester Janiszewski | CCC Polsat Polkowice         |
| 12       | Puchar Uzdrowisk Karpackich                                | 1.2    | Sylwester Janiszewski | CCC Polsat Polkowice         |
| 12       | Grande Prêmio Sportivi di Poggiana                         | 1.2U   | Adam Phelan           | Drapac                       |
| 12       | Campeonato Europeu em Estrada sub-23                       | CC     | Jan Tratnik           | Selecção de Eslovénia        |
| 14 ao 17 | Tour de Limusino                                           | 2.hc   | Yukiya Arashiro       | Europcar                     |
| 15 ao 26 | Volta a Portugal                                           | 2.1    | David Blanco          | Efapel-Glassdrive            |
| 16       | Coppa Bernocchi                                            | 1.1    | Sacha Modolo          | Colnago-CSF Inox             |
| 16       | Grande Prêmio Capodarco                                    | 1.2    | Gianfranco Zilioli    |                              |
| 17       | Coppa Agostoni                                             | 1.1    | Emanuele Sella        | Androni Giocattoli-Venezuela |
| 17       | Dutch Food Valley Classic                                  | 1.1    | Theo Bos              | Rabobank                     |
| 18       | Puchar Ministra Obrony Narodowej                           | 1.2    | Damian Walczak        | BDC-Marcpol                  |
| 18       | Grand Prix Kralovehradeckeho kraje                         | 1.2    | Martin Hacecky        | ASC Dukla Praha              |
| 18       | Tre Valli Varesine                                         | 1.hc   | David Veilleux        | Europcar                     |
| 19       | Châteauroux Classic de l'Indre                             | 1.1    | Rafael Andriato       | Farnese Vini-Selle Italia    |
| 21       | Grande Prêmio da Villa de Zottegem                         | 1.1    | Matthias Brändle      | NetApp                       |
| 21       | Grande Prêmio de Marbriers                                 | 1.2    | Serguéi Pomoshnikov   | Itera-Katusha                |
| 21 ao 24 | Tour de Poitou-Charentes                                   | 2.1    | Luke Durbridge        | Orica GreenEDGE              |
| 21 ao 25 | Baltic Chain Tour                                          | 2.2    | Gediminas Bagdonas    | An Post-Sean Kelly           |
| 22       | Druivenkoers Overijse                                      | 1.1    | Björn Leukemans       | Vacansoleil-DCM              |
| 22 ao 26 | Volta à Dinamarca                                          | 2.hc   | Lieuwe Westra         | Vacansoleil-DCM              |
| 23       | Grande Prêmio Indústria e Commercio Artigianato Carnaghese | 1.1    | Diego Ulissi          | Lampre-ISD                   |
| 25       | Giro do Veneto-Coppa Placci                                | 1.1    | Oscar Gatto           | Farnese Vini-Selle Italia    |
| 26       | Schaal Sels                                                | 1.1    | Niko Eeckhout         | An Post-Sean Kelly           |
| 26       | Liubliana-Zagreb                                           | 1.2    | Marko Kump            | Adria Mobil                  |
| 26       | Ronde van Midden-Nederland                                 | 1.2    | Ivar Slik             | Rabobank Continental         |
| 26 ao 1  | Tour de l'Avenir                                           | 2.ncup | Warren Barguil        | Selecção da França           |
| 31 ao 1  | World Ports Classic                                        | 2.1    | Tom Boonen            | Omega Pharma-Quick Step      |

### Setembro
| Data     | Carreira                              | Cat. | Ganhador                  | Equipa                                      |
| -------- | ------------------------------------- | ---- | ------------------------- | ------------------------------------------- |
| 2        | Tour du Doubs                         | 1.1  | Jérôme Coppel             | Saur-Sojasun                                |
| 2        | Grande Prêmio Jef Scherens            | 1.1  | Steven Caethoven          | Accent Jobs-Willems Veranda's               |
| 2        | Memorial Davide Fardelli              | 1.2  | Rohan Dennis              | Jayco-AIS                                   |
| 2        | Kernen Omloop Echt-Susteren           | 1.2  | Daniel Hoelgaard          | Team Oster Hus-Ridley                       |
| 3 ao 6   | Giro de Padania                       | 2.1  | Vincenzo Nibali           | Liquigas-Cannondale                         |
| 5        | Memorial Rik Van Steenbergen          | 1.1  | Theo Bos                  | Rabobank                                    |
| 6 ao 9   | Okolo Jiznich Cech                    | 2.2  | Jiří Hochmann             | ASC Dukla Praha                             |
| 8        | Paris-Bruxelas                        | 1.hc | Tom Boonen                | Omega Pharma-Quick Step                     |
| 9        | Chrono Champenois                     | 1.2  | Rohan Dennis              | Jayco-AIS                                   |
| 9        | Grande Prêmio de Fourmies             | 1.hc | Lars Ytting Bak           | Lotto Belisol                               |
| 9 ao 16  | Volta à Grã-Bretanha                  | 2.1  | Jonathan Tiernan-Locke    | Endura Racing                               |
| 9 ao 16  | Volta à Bulgária                      | 2.2  | Maxat Ayazbayev           | Astana Continental                          |
| 12       | Grande Prêmio de Valônia              | 1.1  | Julien Simon              | Saur-Sojasun                                |
| 14       | Campeonato de Flandres                | 1.1  | Ronan Van Zandbeek        | Team Argos-Shimano                          |
| 14       | Grande Prêmio de la Somme             | 1.1  | Evaldas Šiškevicius       | La Pomme Marseille                          |
| 15       | Memorial Marco Pantani                | 1.1  | Fabio Felline             | Androni Giocattoli-Venezuela                |
| 15       | Grande Prêmio Impanis-Van Petegem     | 1.1  | André Greipel             | Lotto Belisol Team                          |
| 16       | G. P. Indústria e Comércio de Prato   | 1.1  | Emanuele Sella            | Androni Giocattoli-Venezuela                |
| 16       | Grande Prêmio de Isbergues            | 1.1  | John Degenkolb            | Argos-Shimano                               |
| 16       | Tour Bohemia                          | 2.1  | Maroš Kováč               | Dukla Trencin-Trek                          |
| 16       | Troféu Gianfranco Bianchin            | 1.1  | Kristian Sbaragli         | Simaf Carrier                               |
| 19       | Circuito de Houtland                  | 1.1  | Marcel Kittel             | Argos-Shimano                               |
| 21       | Tour de Voivodina I                   | 1.2  | Kristjan Fajt             | Adria Mobil                                 |
| 22       | De Kustpijl                           | 1.2  | Kevin Claeys              | Landbouwkrediet-Euphony                     |
| 22       | Tour de Voivodina II                  | 1.2  | Clemens Fankhauser        | Tirol                                       |
| 22 ao 23 | Tour de Gévaudan Languedoc-Roussillon | 2.2  | Davide Rebellin           | Meridiana Kamen                             |
| 23       | Gooikse Pijl                          | 1.2  | Ken Hanson                | Optum presented by Kelly Benefit Strategies |
| 25       | Ruota d'Oro                           | 1.2  | Mattia Cattaneo           | Trevigiani Bottoli                          |
| 26       | Milano-Torino                         | 1.hc | Alberto Contador          | Saxo Bank-Tinkoff Bank                      |
| 27       | Giro do Piemonte                      | 1.hc | Rigoberto Urán            | Sky                                         |
| 27 ao 30 | Circuito Franco-Belga                 | 2.1  | Jürgen Roelandts          | Lotto Belisol                               |
| 30       | Duo Normando                          | 1.1  | Luke Durbridge Svein Tuft | Orica GreenEDGE                             |

### Outubro
| Data | Carreira                               | Cat. | Ganhador       | Equipa                  |
| ---- | -------------------------------------- | ---- | -------------- | ----------------------- |
| 2    | Binche-Tournai-Binche                  | 1.1  | Adam Blythe    | BMC Racing              |
| 3    | Giro de Münsterland                    | 1.1  | Marcel Kittel  | Argos-Shimano           |
| 4    | Coppa Sabatini                         | 1.1  | Fabio Duarte   | Colombia-Coldeportes    |
| 4    | Paris-Bourges                          | 1. 1 | Florian Vachon | Bretagne-Schuller       |
| 6    | Piccolo Giro de Lombardia              | 1.2  | Jan Polanc     | Radenska                |
| 6    | Giro de Emília                         | 1.hc | Nairo Quintana | Movistar                |
| 7    | G. P. Bruno Beghelli                   | 1.1  | Nicki Sorensen | Saxo Bank-Tinkoff Bank  |
| 7    | Paris-Tours sub-23                     | 1.2U | Taruia Krainer | Vendée Ou               |
| 7    | Paris-Tours                            | 1.hc | Marco Marcato  | Vacansoleil-DCM         |
| 9    | Prêmio Nacional de Clausura            | 1.1  | Wim Stroetinga | Koga                    |
| 14   | Tour de Vendée                         | 1.hc | Wesley Kreder  | Vacansoleil-DCM         |
| 21   | Chrono des Nations-Les Herbiers-Vendée | 1.1  | Tony Martin    | Omega Pharma-Quick Step |

## Classificações finais
- As classificações finalizaram da seguinte forma:[20]

### Individual
| Posição | Ciclista                    | Equipa | Pontos |
| ------- | --------------------------- | ------ | ------ |
| 1       | John Degenkolb              | ARG    | 596    |
| 2       | Marcel Kittel               | ARG    | 511    |
| 3       | Jonathan Tiernan-Locke      | EDR    | 478,2  |
| 4       | Marko Kump                  | ADR    | 465    |
| 5       | Danilo Di Luca              | ALÇA   | 410,2  |
| 6       | Julien Simon                | SAU    | 399    |
| 7       | Samuel Dumoulin             | COF    | 394    |
| 8       | Domenico Pozzovivo          | COG    | 387,8  |
| 9       | Carlos Alberto Betancourt   | ALÇA   | 369    |
| 10      | Reinardt Janse Van Rensburg | MTN    | 349    |

| 11 | Gediminas Bagdonas  | SKT | 346    |
| 12 | Jérôme Coppel       | SAU | 336    |
| 13 | André Schulze       | APP | 332,75 |
| 14 | Michael Van Staeyen | TSV | 327    |
| 15 | Franco Pellizotti   | AND | 313,2  |
| 16 | Robert Vrečer       | VBG | 307    |
| 17 | Thomas Voeckler     | EUC | 282    |
| 18 | Sergey Firsanov     | RVL | 279,5  |
| 19 | Andrea Palini       | IDE | 276    |
| 20 | Fabio Felline       | AND | 267,8  |

### Equipas
| Posição | Equipa                       | Pontos   |
| ------- | ---------------------------- | -------- |
| 1       | Saur-Sojasun                 | 1.667    |
| 2       | Argos-Shimano                | 1.615    |
| 3       | Acqua & Sapone               | 1.495    |
| 4       | Androni Giocattoli-Venezuela | 1.482,4  |
| 5       | Itera-Katusha                | 1.254    |
| 6       | Endura Racing                | 1.161,2  |
| 7       | Cofidis, le Crédit en Ligne  | 1.149    |
| 8       | Europcar                     | 1.105    |
| 9       | NetApp                       | 1.102,55 |
| 10      | Adria Mobil                  | 1.044    |

| 11  | Colnago-CSF Inox              | 1.033,8 |
| 12  | Topsport Vlaanderen-Mercator  | 1.007   |
| 13  | Bretagne-Schuller             | 997     |
| 14  | Farnese Vini-Selle Italia     | 945,6   |
| 15  | Rabobank Continental          | 881     |
| 16  | An Post-Sean Kelly            | 879     |
| 17. | Leopard Trek Continental      | 769     |
| 18. | Type 1-Sanofi                 | 729     |
| 19  | Landbouwkrediet-Euphony       | 674     |
| 20  | Accent Jobs-Willems Veranda's | 626     |

### Países
| Posição | País          | Pontos   |
| ------- | ------------- | -------- |
| 1       | Itália        | 3.054    |
| 2       | França        | 2.734    |
| 3       | Alemanha      | 2.650,83 |
| 4       | Eslovênia     | 2.013    |
| 5       | Rússia        | 1.840,5  |
| 6       | Bélgica       | 1.639    |
| 7       | Países Baixos | 1.383,34 |
| 8       | Polónia       | 1.194,6  |
| 9       | Espanha       | 1.026,2  |
| 10      | Reino Unido   | 922,65   |

| 11 | Ucrânia    | 784,88 |
| 12 | Chéquia    | 778,95 |
| 13 | Dinamarca  | 721,66 |
| 14 | Áustria    | 693,7  |
| 15 | Lituânia   | 611    |
| 16 | Portugal   | 591,5  |
| 17 | Letônia    | 483    |
| 18 | Suécia     | 472,2  |
| 19 | Estónia    | 453,45 |
| 20 | Luxemburgo | 451,5  |

### Países sub-23
| Posição | País          | Pontos   |
| ------- | ------------- | -------- |
| 1       | Itália        | 1.355    |
| 2       | Países Baixos | 1.213,21 |
| 3       | França        | 883      |
| 4       | Bélgica       | 842      |
| 5       | Rússia        | 615      |
| 6       | Alemanha      | 406,5    |
| 7       | Eslovênia     | 397      |
| 8       | Letônia       | 359      |
| 9       | Dinamarca     | 346      |
| 10      | Luxemburgo    | 293      |

| 11 | Áustria          | 273,6  |
| 12 | Noruega          | 232    |
| 13 | Suécia           | 208    |
| 14 | Polónia          | 195    |
| 15 | Irlanda          | 124    |
| 16 | Bielorrússia     | 118    |
| 17 | Predefinição:RUM | 114    |
| 18 | Ucrânia          | 112,41 |
| 19 | Reino Unido      | 108    |
| 20 | Chéquia          | 105    |

## Progresso das classificações
| Data                    | Classificação individual | Classificação por equipas | Classificação por países | Classificação por países sub-23 |
| ----------------------- | ------------------------ | ------------------------- | ------------------------ | ------------------------------- |
| 25 de fevereiro de 2012 | Jonathan Tiernan-Locke   | Saur-Sojasun              | França                   | Países Baixos                   |
| 25 de março de 2012     | Endura Racing            |                           | França                   | Países Baixos                   |
| 25 de abril de 2012     | Saur-Sojasun             | Itália                    | Itália                   |                                 |
| 25 de maio de 2012      | Saur-Sojasun             | Itália                    | Itália                   |                                 |
| 25 de junho de 2012     | Saur-Sojasun             | John Degenkolb            | Itália                   | França                          |
| 25 de julho de 2012     | Saur-Sojasun             | Marko Kump                | Itália                   | Itália                          |
| 25 de agosto de 2012    | Acqua & Sapone           |                           | Itália                   | Itália                          |
| 25 de setembro de 2012  | John Degenkolb           | Saur-Sojasun              | Itália                   | Itália                          |
| 21 de outubro de 2012   |                          | Saur-Sojasun              | Itália                   | Itália                          |
| Final                   | John Degenkolb           | Saur-Sojasun              | Itália                   | Itália                          |